# سيرجيو دي زيو
سيرجيو دي زيو هو ممثل كندي، ولد في 20 سبتمبر 1972 بتورونتو في كندا.

## أعمال

### أفلام
- (2005) رجل السندريلا[4]
- (2015) السير[5][6]

## وصلات خارجية
- سيرجيو دي زيو على موقع IMDb (الإنجليزية)
- سيرجيو دي زيو على موقع ألو سيني (الفرنسية)
- سيرجيو دي زيو على موقع أول موفي (الإنجليزية)
- سيرجيو دي زيو على موقع قاعدة بيانات الأفلام السويدية (السويدية)
- سيرجيو دي زيو على موقع قاعدة بيانات الفيلم (الإنجليزية)
- سيرجيو دي زيو على موقع كينوبويسك (الروسية)